# Condado de Whitley (Indiana)
El condado de Whitley (en inglés: Whitley County) es un condado en el estado estadounidense de Indiana. En el censo de 2000 el condado tenía una población de 30 707 habitantes. Forma parte del área metropolitana de Fort Wayne. La sede de condado es Columbia City. El condado fue fundado en 1838 y fue nombrado en honor al coronel William Whitley, quien murió en la Batalla del Támesis durante la Guerra anglo-estadounidense de 1812.

## Geografía

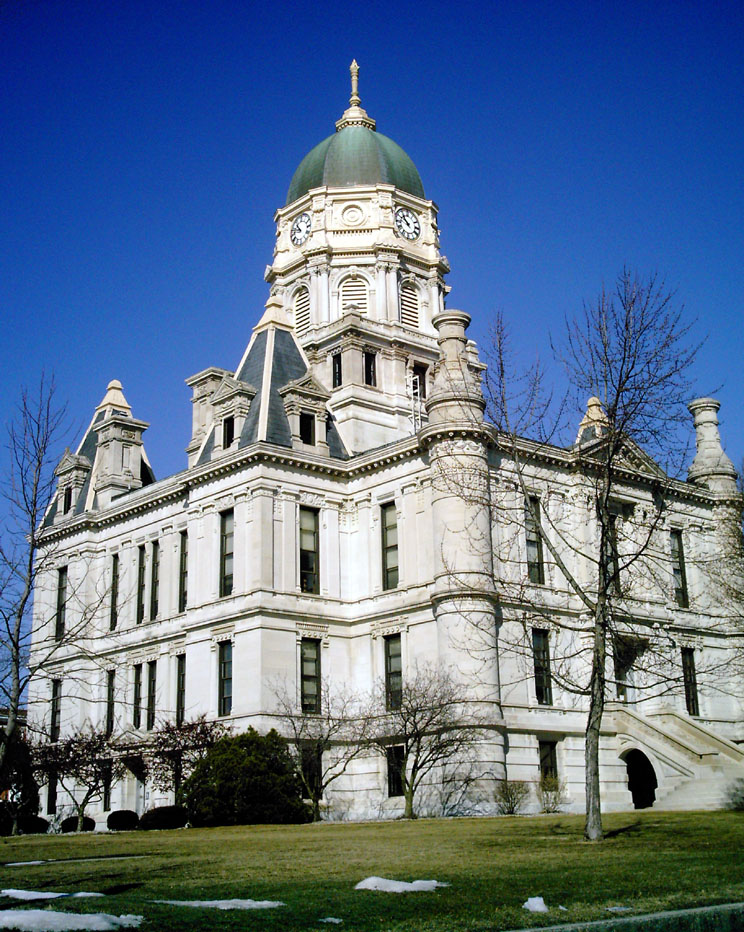
Juzgado del condado de Whitley en Columbia City.

Según la Oficina del Censo, el condado tiene un área total de 875 km² (338 sq mi), de la cual 869 km² (336 sq mi) es tierra y 6 km² (2 sq mi) (0,70%) es agua.

### Condados adyacentes
- Condado de Noble (norte)
- Condado de Allen (este)
- Condado de Huntington (sur)
- Condado de Wabash (suroeste)
- Condado de Kosciusko (oeste)

## Autopistas importantes
- U.S. Route 24
- U.S. Route 30
- U.S. Route 33
- Ruta Estatal de Indiana 5
- Ruta Estatal de Indiana 9
- Ruta Estatal de Indiana 14
- Ruta Estatal de Indiana 105
- Ruta Estatal de Indiana 109
- Ruta Estatal de Indiana 114
- Ruta Estatal de Indiana 205

## Demografía
En el  censo de 2000, hubo 30 707 personas, 11 711 hogares y 8607 familias residiendo en el condado. La densidad poblacional era de 92 personas por milla cuadrada (35/km²). En el 2000 había 12 545 unidades habitacionales en una densidad de 37 por milla cuadrada (14/km²). La demografía del condado era de 98,37% blancos, 0,19% afroamericanos, 0,36% amerindios, 0,18% asiáticos, 0,04% isleños del Pacífico, 0,30% de otras razas y 0,57% de dos o más razas. 0,90% de la población era de origen hispano o latino de cualquier raza. 
La renta promedio para un hogar del condado era de $45 503 y el ingreso promedio para una familia era de $52 872. En 2000 los hombres tenían un ingreso medio de $37 325 versus $23 420 para las mujeres. La renta per cápita para el condado era de $20 519 y el 4,90% de la población estaba bajo el umbral de pobreza nacional.

## Ciudades y pueblos
| - Churubusco - Coesse - Collamer | - Collins - Columbia City - Etna | - Larwill - Peabody - Raber | - South Whitley - Tri-Lakes - Tunker |